# Bhadli
Lo Stato di Bhadli fu uno stato principesco del subcontinente indiano, avente per capitale la città di Bhadli.

## Storia
Bhadli era uno stato storico di VI classe governato da capi Kathi. Esso comprendeva sedici villaggi con una popolazione al 1901 di 2 998 abitanti, con una rendita statale di 16.000 rupie annue. Esso pagava un tributo annuo di 1357 rupie agli inglesi ed allo Junagadh.
Originariamente l'area era un possedimento di Chudasama Bhayad di Junagadh, al quale nel XVIII secolo venne strappato per mano del Khachar Kathis, che ne mantenne il pieno possesso sino al periodo di dominazione britannica dell'India.